# Badminton aux Jeux méditerranéens de 2022
 (juin 2022).
Si vous disposez d'ouvrages ou d'articles de référence ou si vous connaissez des sites web de qualité traitant du thème abordé ici, merci de compléter l'article en donnant les références utiles à sa vérifiabilité et en les liant à la section « Notes et références ».
Navigation
Tarragone 2018
Les épreuves de badminton des Jeux méditerranéens de 2022 ont lieu du 26 juin au 30 juin 2022, à Oued Tlelat, wilaya d'Oran en Algérie.
Quatre épreuves sont au programme : le simple messieurs, le double messieurs, le simple dames et le double dames.

## Nations participantes

### Masculines

#### Simples
- Algérie
- Croatie
- Chypre
- Égypte
- Espagne
- France
- Grèce
- Italie
- Kosovo
- Portugal
- Slovénie
- Turquie

#### Doubles
- Algérie
- Chypre
- Croatie
- Égypte
- Espagne
- Grèce
- Italie
- Portugal
- Slovénie

### Féminines

#### Simples
- Algérie
- Chypre
- Égypte
- Espagne
- France
- Grèce
- Italie
- Portugal
- Serbie
- Slovénie
- Turquie

#### Doubles
- Algérie
- Chypre
- Égypte
- Espagne
- Grèce
- Italie
- Portugal
- Slovénie
- Serbie
- Turquie

## Podiums
| Épreuves      | Or                                              | Argent                                              | Bronze                                                                                          |
| ------------- | ----------------------------------------------- | --------------------------------------------------- | ----------------------------------------------------------------------------------------------- |
| Simple hommes | Pablo Abián (en) (ESP)                          | Luís Enrique Peñalver (en) (ESP)                    | Andraž Krapež (SVN) Emre Lale (en) (TUR)                                                        |
| Double hommes | Algérie Koceila Mammeri Youcef Sabri Medel      | Espagne Luís Enrique Peñalver (en) Pablo Abián (en) | Croatie Luka Ban Filip Špoljarec Italie Fabio Caponio (en) Giovanni Toti                        |
| Simple dames  | Neslihan Yiğit (TUR)                            | Beatriz Corrales (en) (ESP)                         | Özge Bayrak (TUR) Doha Hany (EGY)                                                               |
| Double dames  | Turquie Bengisu Erçetin (en) Nazlıcan İnci (en) | Italie Katharina Fink (en) Yasmine Hamza (en)       | Chypre Eva Nour Kattirtzi Ranjbar Eleni Christodoulou (d) Serbie Marija Sudimac (d) Sara Lončar |

## Tableau des médailles
| Rang | Nation   | Or | Argent | Bronze | Total |
| ---- | -------- | -- | ------ | ------ | ----- |
| 1    | Turquie  | 2  | 0      | 2      | 4     |
| 2    | Espagne  | 1  | 3      | 0      | 4     |
| 3    | Algérie  | 1  | 0      | 0      | 1     |
| 4    | Italie   | 0  | 1      | 1      | 2     |
| 5    | Croatie  | 0  | 0      | 1      | 1     |
| -    | Chypre   | 0  | 0      | 1      | 1     |
| -    | Égypte   | 0  | 0      | 1      | 1     |
| -    | Serbie   | 0  | 0      | 1      | 1     |
| -    | Slovénie | 0  | 0      | 1      | 1     |